# База Отдыха «Металлург»
База Отдыха «Металлург» — поселок в Заокском районе Тульской области в составе сельского поселения Страховское.

## География
Поселок расположен в северной части Тульской области на расстоянии приблизительно 9 км на запад-юго-запад от посёлка Заокский, административного центра района на правобережье Оки.

## История
Показан был на карте 1982 года как безымянный дом отдыха. База отдыха принадлежала АК «Тулачермет». Работала до 2007 года.

## Население
Постоянное население поселка составляло 82 человека (русские 90 %) в 2002 году, 56 в 2010.